# Wil Myers
Pour les articles homonymes, voir Myers.
William Bradford Myers (né le 10 décembre 1990 à Thomasville, Caroline du Nord, États-Unis) est un joueur de premier but et voltigeur des Padres de San Diego de la Ligue majeure de baseball.
Avec les Rays de Tampa Bay, Myers est élu recrue de l'année 2013 de la Ligue américaine.

## Carrière

### Ligues mineures
Wil Myers est un choix de troisième ronde des Royals de Kansas City en 2009. Alors qu'il poursuit son apprentissage dans les ligues mineures, Myers apparaît à plusieurs reprises sur les listes annuels des meilleurs joueurs d'avenir. Baseball America le classe au 10e rang de sa liste des 100 meilleurs prospects en 2011, derrière deux autres espoirs des Royals, Eric Hosmer et Mike Moustakas. La même publication le classe au 28e rang avant la saison 2012. Avant le début de la saison 2013, Baseball America et MLB.com placent tous deux Myers au 4e rang de leurs top 100 des meilleurs espoirs du baseball,.
En juillet 2012, Myers participe au match des étoiles du futur présenté à Kansas City en marge du match des étoiles du baseball majeur et à la fin de la saison est élu meilleur joueur de la saison dans les ligues mineures par la compagnie de cartes de baseball Topps et par Baseball America après une saison où il frappe 37 circuits, produit 109 points et affiche une moyenne au bâton de, 314 et une moyenne de puissance de, 600 en 134 parties jouées au total pour les Northwest Arkansas Naturals de la Ligue du Texas (niveau Double-A) et les Storm Chasers d'Omaha de la Ligue de la côte du Pacifique (niveau Triple-A).

### Ligue majeure de baseball

#### Rays de Tampa Bay

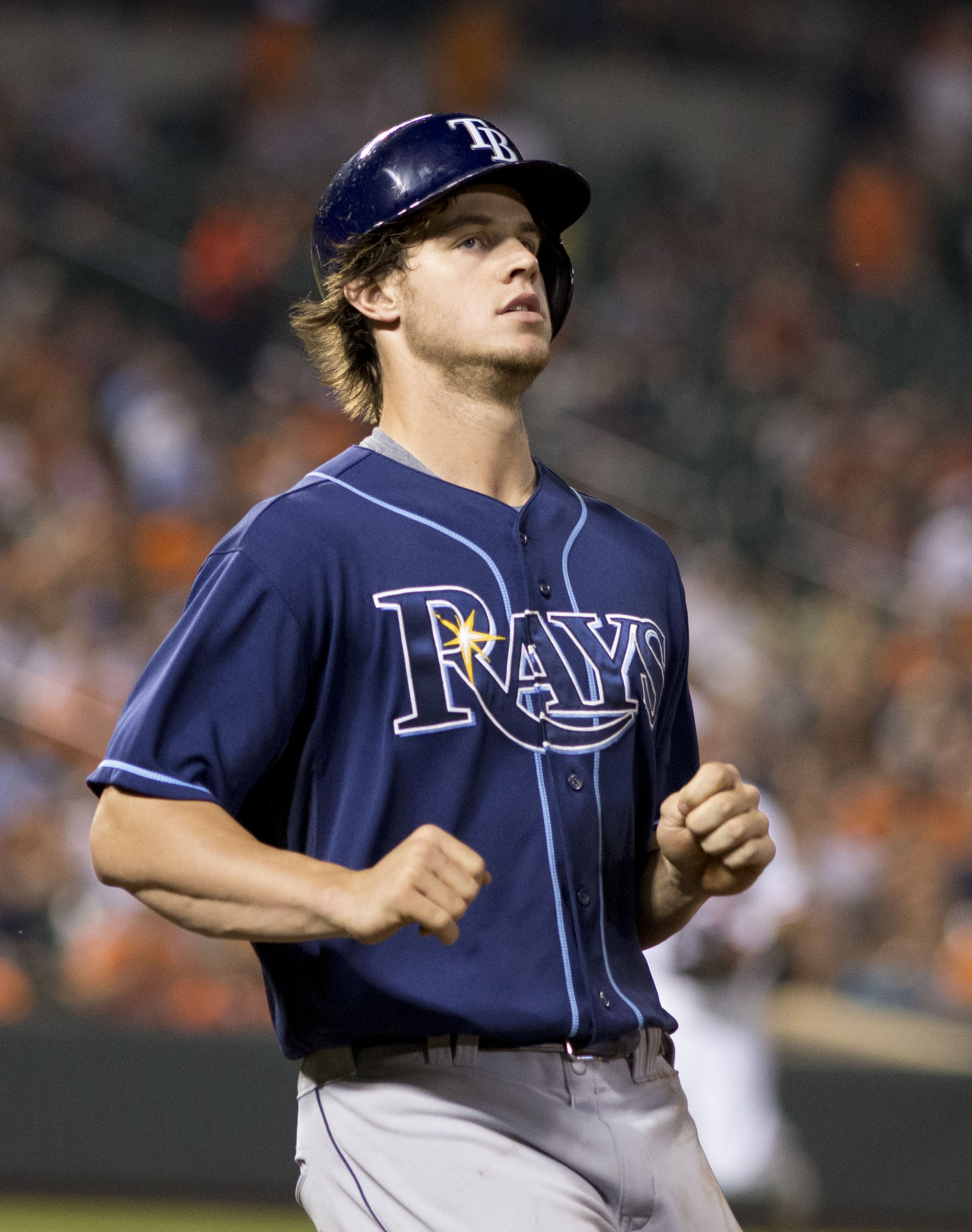
Wil Myers en août 2013 avec les Rays de Tampa Bay.

Le 9 décembre 2012, Wil Myers passe des Royals de Kansas City aux Rays de Tampa Bay dans une transaction qui implique sept joueurs. Myers est transféré aux Rays avec le lanceur droitier Jake Odorizzi, le lanceur gaucher Mike Montgomery et le joueur de troisième but Patrick Leonard en retour de arrêt-court Elliot Johnson et de deux lanceurs partants, les droitiers James Shields et  Wade Davis.
Le 16 juin 2013, les Rays rappellent Myers des ligues mineures pour la première fois, en prévision d'un programme double à Boston. Dans le second match du double, il réussit contre le lanceur Felix Doubront son premier coup sûr dans les majeures. Le 22 juin suivant, il frappe contre CC Sabathia des Yankees de New York son premier coup de circuit. 
Myers est élu recrue de l'année dans la Ligue américaine en 2013 malgré seulement 88 parties jouées. Il maintient une moyenne au bâton de, 293 avec 98 coups sûrs, 23 doubles, 13 circuits, 50 points marqués, 53 points produits et 5 buts volés. Au vote désignant la recrue par excellence de la saison, il devance José Iglesias des Tigers de Détroit et son coéquipier des Rays Chris Archer.

#### Padres de San Diego
Le 19 décembre 2014, les Rays échangent Wil Myers, le receveur Ryan Hanigan, le lanceur droitier Gerardo Reyes et le lanceur gaucher José Castillo aux Padres de San Diego en retour du receveur Rene Rivera, le premier but Jake Bauers et le lanceur droitier Burch Smith.
En juin 2015, Myers est opéré au poignet gauche pour en retirer un éclat d'os qui, dit-il, l'ennuie depuis le début de la saison. La convalescence est longue et il ne revient qu'en septembre suivant, et les Padres le font alors alterner entre le poste de premier but et sa position habituelle au champ extérieur.
Limité à 60 matchs des Padres en 2015, il hausse sa moyenne au bâton à, 253 mais ne frappe que 8 circuits.
San Diego envisage de garder Myers, leur voltigeur de centre partant lors du match d'ouverture de 2015, au premier but pour la saison 2016.